# Los Altos (Burgos)
Los Altos és un municipi de la província de Burgos a la comunitat autònoma de Castella i Lleó. Forma part de la comarca de Las Merindades. Està format pels nuclis de:
- Ahedo de Butrón
- Escóbados de Abajo
- Escóbados de Arriba
- Porquera del Butrón
- Quintanilla-Colina
- Tubilleja del Ebro
- Tudanca
- Villata

## Demografia
| 1991 | 1996 | 2001 | 2004 |
| ---- | ---- | ---- | ---- |
| 292  | 245  | 223  | 210  |